# 한항길
한항길(韓恒吉, 1897년 8월 15일~1979년 5월 8일)은 대한민국의 독립운동가이자 기업가, 교육자이다.

## 생애

### 1897-1919: 생애 초기
한항길은 1897년 8월 15일, 조선 경기도 인천부에서 출생하였다. 출생 당시 성명은 한흥리(韓興履)였던 것으로 알려졌다.

### 1919-1920: 독립운동가
한항길은 1919년 3월 5일, 경성역 일대에서 만세 운동 행렬에 참여하다 체포되어 약 11개월간 서대문 형무소에 투옥되었다.

### 1920-1979: 교육자
1920년경 출소한 한항길은 보인학교, 경성법정학교 등에서 교사로 활동한 바 있다. 해방 이후 1948년, 현재의 이름인 한항길로 개명하고, 1958년 3월에 소사공업기술학교를 설립했다.
이후 1979년 5월 8일, 경기도 부천시 일대에서 사망했다.

## 상훈
- 건국훈장 애족장[2]